# Bismalite
La bismalite è un corpo intrusivo, generalmente subsuperficiale, di forma intermedia fra laccolite e dicco, perché piega e taglia le rocce sovrastanti. Il termine Bismalith è stato coniato dal petrografo Joseph Paxson Iddings e dal geologo W.H. Weed, Statunitensi, nel 1899.